# Nowela sierpniowa
Nowela sierpniowa – ustawa z dnia 2 sierpnia 1926 o zmianie Konstytucji z 17 marca 1921, ogłoszona i obowiązująca od 4 sierpnia 1926.
Przyjęta nowela wzmacniała przede wszystkim pozycję prezydenta. Przyznała mu prawo do rozwiązania parlamentu oraz prawo do wydawania rozporządzeń z mocą ustawy.

## Geneza uchwalenia
Od czasu uchwalenia konstytucji marcowej spotykała się ona z krytyką, ze względu na znaczne rozbicie partyjne po odzyskaniu przez Polskę niepodległości oraz spowodowaną nim niemożność zawierania trwałych koalicji rządowych. Jednocześnie coraz silniej akcentowano postulat wzmocnienia władzy wykonawczej kosztem dominującej pozycji Sejmu. Problem reformy ustroju politycznego stał się szczególnie aktualny po zbrojnym zamachu stanu, dokonanym przez piłsudczyków 12 maja 1926. Ostrze przewrotu majowego zwrócone było przeciwko parlamentowi, a przede wszystkim przeciwko partiom politycznym, w których upatrywano główne źródło złego funkcjonowania ustroju II Rzeczypospolitej. Jednym z częściej powtarzanych przez puczystów haseł była walka z partyjniactwem i sejmokracją oraz dążenie do sanacji – to znaczy uzdrowienia – życia publicznego w kraju. Stąd też obóz polityczny rządzący w Polsce od maja 1926 do wybuchu II wojny światowej nazwano sanacją. Okres ten charakteryzował się rządami autorytarnymi, ograniczaniem swobód obywatelskich, w tym wolności prasy i zgromadzeń, a także terroryzowaniem przeciwników politycznych. Art. 125 ust. 4 Konstytucji marcowej stanowił, że Zgromadzenie Narodowe powinno było co 25 lat poddawać treść konstytucji rewizji.
31 maja 1926 Zgromadzenie Narodowe, czyli obradujące razem Sejm i Senat, wybrało Józefa Piłsudskiego na prezydenta RP, co było o tyle zaskakujące, że właśnie przeciwko parlamentowi wymierzony był niedawny przewrót. Piłsudski nie przyjął wyboru, uzasadniając tę decyzję zbyt małym zakresem uprawnień, jakie dawała prezydentowi konstytucja marcowa; stwierdził jednak, że była to legalizacja zamachu. Na prezydenta został w tej sytuacji wybrany Ignacy Mościcki. Utworzony został również nowy rząd, na którego czele stanął Kazimierz Bartel. Jednym z pierwszych podjętych przez premiera i jego gabinet działań było złożenie projektu zmiany konstytucji.
Projekt ten przewidywał m.in. znaczne zwiększenie uprawnień prezydenta, w tym:
- prawo samodzielnego rozwiązania izb;
- prawo wydawania rozporządzeń z mocą ustawy.

Projekt miał wyraźny charakter antyparlamentarny, uzasadniany propagandową walką z nadmierną rolą partii politycznych.
Swoje projekty złożyły też ugrupowania opozycyjne. Związek Ludowo-Narodowy, Stronnictwo Chrześcijańsko-Demokratyczne, Chrześcijańska Demokracja i PSL „Piast” postulowały widoczne rozszerzenie uprawnień władzy wykonawczej, a ponadto uprawnień Senatu wobec Sejmu czy zmiany w ordynacji wyborczej kosztem mniejszości narodowych.
Projekty rządu i centroprawicy zwalczała lewica.

## Uchwalenie
Ustawa zmieniająca i uzupełniająca Konstytucję Rzeczypospolitej z 17 marca 1921 r. została uchwalona 2 sierpnia 1926 roku głosami parlamentarzystów od prawicy do Stronnictwa Chłopskiego i PSL „Wyzwolenie”. Przeciwko była PPS, lewica rewolucyjna (komuniści) i mniejszości narodowe.

## Wprowadzone zmiany
Ustawa ta złożona była z ośmiu artykułów wprowadzających zmiany do sześciu artykułów Konstytucji marcowej.
Sprawy budżetowe:
- ścisły terminarz prac parlamentu nad uchwaleniem budżetu:
  - rząd zobowiązany był złożyć projekt budżetu najpóźniej na pięć miesięcy przed końcem danego roku budżetowego;
  - od chwili złożenia Sejmowi projektu budżetu sesja sejmowa nie mogła zostać zamknięta do czasu uchwalenia budżetu lub upływu określonych terminów;
  - jeżeli w ciągu 3,5 miesiąca od dnia złożenia przez rząd projektu Sejm nie uchwalił budżetu, projekt podlegał niezwłocznemu rozpatrzeniu przez Senat. Jeżeli Senat w ciągu 30 dni nie przesłał Sejmowi swojej uchwały w przedmiocie budżetu wraz z przyjętymi zmianami, prezydent ogłaszał budżet w brzmieniu przyjętym przez Sejm;
  - jeżeli Sejm w ciągu 15 dni po otrzymaniu budżetu z przyjętymi przez Senat zmianami nie zajął stanowiska w kwestii poprawek Senatu, prezydent ogłaszał budżet w brzmieniu przyjętym przez Senat;
  - w razie niedotrzymania określonych terminów zarówno przez Sejm, jak i Senat, budżet miał obowiązywać w formie przedstawionej w projekcie rządowym.

Rozwiązywanie Sejmu i Senatu:
- izby miał prawo rozwiązać Prezydent RP na wniosek Rady Ministrów umotywowanym orędziem, jednakże tylko jeden raz z tego samego powodu;
- Sejm utracił prawo rozwiązania się własną uchwałą.

Uprawnienia prezydenta w zakresie ustawodawstwa:
- prawo do wydawania rozporządzeń z mocą ustawy w razie nagłej konieczności państwowej, gdy Sejm i Senat były rozwiązane. Rozporządzenia te nie mogły wprowadzać zmian w Konstytucji, ordynacjach wyborczych, traktatach międzynarodowych ratyfikowanych przez Sejm, budżecie, stanie liczebnym wojska oraz ustawach dotyczących samorządu terytorialnego, gospodarki finansowej państwa (dług, podatki), parlamentarnej kontroli nad długiem państwowym i konstytucyjnej odpowiedzialności ministrów;
- prawo do wydawania rozporządzeń z mocą ustawy na podstawie specjalnej ustawy upoważniającej, w której określano zakres podlegający regulacji przez prezydenta oraz czas obowiązywania upoważnienia. Upoważnieniem tym nie mogła być objęta zmiana Konstytucji.

Oba rodzaje rozporządzeń z mocą ustawy musiały być podpisane przez premiera i wszystkich ministrów oraz przedłożone Sejmowi do zatwierdzenia w ciągu 14 dni po najbliższym od momentu publikacji w Dzienniku Ustaw posiedzeniu Sejmu. Sejm mógł je uchylić mocą własnej uchwały (czyli bez udziału Senatu).
Wotum nieufności dla rządu:
- wniosek o wotum nie mógł być poddany pod głosowanie na tym samym posiedzeniu, na którym został zgłoszony (co dawało rządowi możliwość przygotowania się do obrony przed takim wnioskiem).

Zaostrzenie odpowiedzialności posłów i senatorów:
- uzupełniono artykuł konstytucji zakazujący posłom i senatorom uzyskiwania korzyści majątkowych z budżetu państwa – w nowym brzmieniu przewidziano nawet utratę mandatu, jeśli Sąd Najwyższy na wniosek Marszałka Sejmu bądź Senatu stwierdził takie przewinienie.

## Podsumowanie
Nowela sierpniowa usankcjonowała kształtowanie się przewagi władzy wykonawczej kosztem ustawodawczej: zmniejszenie kontroli parlamentarnej nad rządem, wyłączne prawo Prezydenta do rozwiązania parlamentu, ograniczenia swobody ustalania prac budżetowych przez izby. Jej rozwiązania były jednak jedynie połowiczne, gdyż stały się wynikiem licznych kompromisów, także w obozie rządzącym. Nowela sierpniowa była krokiem do ustanowienia władzy autorytarnej w Polsce, a także likwidacji faktycznego wpływu frakcji politycznych na kształt ustrojowy państwa.